# 贝内迪克特博伊恩
贝内迪克特博伊恩（德語：Benediktbeuern，發音：[benədɪktˈbɔʏɐn]）是德国巴伐利亚州上巴伐利亚行政区巴特特尔茨-沃尔夫拉茨豪森县的市镇，总面积37.86平方千米，2023年12月31日总人口为3,736人。